# Asociación de la Elección de la Crítica Cinematográfica

Logo actual de la asociación

La Asociación de la Elección de la Crítica Cinematográfica (Critics' Choice Association), anteriormente conocida como la Broadcast Film Critics Association (BFCA), es la mayor organización de crítica de cine de Estados Unidos y Canadá, representando a aproximadamente 250 críticos de televisión, radio y cine. En 2019, Broadcast Film Critics Association y Broadcast Television Journalists Association se fusionaron para crear la Critics Choice Association (CCA), actual denominación de la organización. 
Fundada en 1995, la CCA otorga cada año los Critics' Choice Movie Awards (los galardones de la organización) para honrar a las mejores creaciones en la industria cinematográfica. Parte de las recaudaciones de la ceremonia en el Beverly Hills Hotel se donan a la fundación para la ayuda a los menores Starlight Children's Fund.
La CCA también elige una «película del mes» y recomienda de forma oficial otras películas a lo largo del año. Como prestación adicional, también se valora cada cinta con un sistema de puntuación (una escala del 1 al 10, siendo el 10 la mejor puntuación), según la puntuación acumulativa que cada película recibe en las votaciones mensuales. La CCA está dirigida por el presidente del consejo de administración Joey Berlin. Los otros miembros del consejo son John De Simio, Jim Ferguson, Mark Ramsey y Sara Voorhees.
La CCA también patrocina una comunidad en línea y un sitio de entrevistas, Critic's Choice. El sitio cuenta con trabajos de críticos cinematográficos profesionales y emite a reporteros, mientras que la comunidad en línea permite a los fanes interactuar con los críticos y opinar sobre sus críticas.